# Stag
Stag è l'ottavo album dei Melvins, pubblicato nel 1996 dalla Atlantic Records. Completa la serie di tre album incisi per la major, dopo i precedenti Houdini (1993) e Stoner Witch (1994).

## Formazione

### Gruppo
- Buzz Osborne - voce, chitarra, tutti gli strumenti sulla traccia 2, moog sulla traccia 9, basso sulla traccia 11, batteria sulla traccia 12
- Mark Deutrom - basso, tutti gli strumenti sulla traccia 4, moog sulla traccia 9, chitarra e pianoforte sulla traccia 13, chitarra sulle tracce 1, 3, 5-7, 11-13
- Dale Crover - batteria, percussioni, sitar sulla traccia 1, chitarra sulle tracce 1 e 11, bongo sulla traccia 7, moog sulla traccia 9, tutti gli strumenti sulla traccia 16

### Altri musicisti
- Dirty Walt - trombone sulla traccia 3
- Mac Mann - organo e pianoforte sulla traccia 3
- GGGarth - voce sulla traccia 7
- Dr. Beat - moog sulla traccia 9
- Bill Bartell - chitarra sulla traccia 11
- Mackie Osborne - batteria sulla traccia 12

## Tracce
1. The Bit (parole: Buzz Osborne; musica: Dale Crover) – 4:45
2. Hide (parole/musica: Osborne) – 0:50
3. Bar-X-The Rocking M (parole: Osborne; musica: Crover/Mark Deutrom/Osborne) – 2:24
4. Yacobs Lab (musica: Deutrom) – 1:17
5. The Bloat (parole/musica: Osborne) – 3:41
6. Tipping The Lion (parole/musica: Osborne) – 3:48
7. Black Bock (parole/musica: Osborne) – 2:43
8. Goggles (musica: Crover/Deutrom/Osborne) – 6:30
9. Soup (musica: Crover/Deutrom/Osborne) – 2:39
10. Buck Owens (parole/musica: Osborne) – 3:11
11. Sterilized (parole: Osborne; musica: Crover/Deutrom/Osborne) – 3:30
12. Lacrimosa (parole: Deutrom; musica: Crover/Deutrom/Osborne) – 4:40
13. Skin Horse (parole/musica: Osborne) – 5:16
14. Captain Pungent (parole/musica: Osborne) – 2:21
15. Berthas (parole/musica: Osborne) – 1:25
16. Cottonmouth (parole/musica: Crover) – 1:56